# Chrystella multistriata
Chrystella multistriata is een slakkensoort uit de familie van de Pickworthiidae. De wetenschappelijke naam van de soort is voor het eerst geldig gepubliceerd in 2008 door Santos & França.